# Max Hoff
Max Hoff (ur. 12 września 1982 r. w Troisdorf) – niemiecki kajakarz, złoty oraz brązowy medalista igrzysk olimpijskich, siedmiokrotny mistrz świata i jedenastokrotny Europy, trzykrotny złoty medalista igrzysk europejskich.
W przeszłości pływał też kajakiem na dzikich wodach, zdobywając dwa złote medale mistrzostw świata.

## Igrzyska olimpijskie
Na igrzyskach zadebiutował w 2008 roku podczas igrzysk olimpijskich w Pekinie. Wystąpił w jednej konkurencji. W jedynce na dystansie 1000 metrów zajął piąte miejsce w finale, tracąc do będącego na trzeciej pozycji Australijczyka Kena Wallace niecałe dwie sekundy.
Na następnych igrzyskach w Londynie w 2012 roku, w tej samej konkurencji co w Pekinie, zdobył swój pierwszy medal olimpijski. Finał ukończył na trzeciej pozycji za Norwegiem Eirikiem Veråsem Larsenem i Kanadyjczykiem Adamem van Koeverdenem. Był to pierwszy medal w tej dyscyplinie od 1988 roku, kiedy to André Wohllebe zdobył brąz. W czwórce na tym sam dystansie zajął czwarte miejsce. Do medalu zabrakło 0,322 sekundy. w osadzie wystąpili również Marcus Groß, Norman Bröckl oraz Tim Wieskötter.
Cztery lata później w Rio de Janeiro razem z osadą czwórek na 1000 metrów zdobył tytuł mistrza olimpijskiego. Na mecie okazali się lepsi od Słowaków i Czechów. W porównaniu do poprzednich igrzysk nastąpiły dwie zmiany. W miejsce Normana Bröckla i Tima Wiesköttera pojawili się Max Rendschmidt wraz z Tomem Liebscherem. Wystąpił też w finale jedynek na 1000 metrów, kończąc zmagania na siódmej pozycji.